# ロイヤルサッシュ
ロイヤルサッシュ (Royal Sash) はイギリスの競走馬。繁殖牝馬として社台グループによって日本に1973年に輸入されアスコットロイヤル（中京記念）などを産んだ。牝系子孫からはサッカーボーイ、ステイゴールド、ショウナンパンドラなどが出ている。

## 主なファミリーライン
牝系図の主要な部分（太字はGI級競走優勝馬）は以下の通り。「f」は「filly（牝馬）」、「c」は「colt（牡馬）」の略。
- ロイヤルサッシュ 1966 f
  - アスコットロイヤル　1976 c（中京記念）
  - ダイナサッシュ 1979 f
    - サッカーボーイ 1985 c（マイルCSなど重賞4勝）
    - ベルベットサッシュ 1986 f
      - ホールオブフェーム 1991 f
        - バランスオブゲーム 1999 c（毎日王冠など重賞7勝）
        - インダクティ 2008 f
          - ケイデンスコール 2016 c (新潟2歳ステークス、京都金杯、マイラーズカップ)
          - インダストリア 2019 c (ダービー卿チャレンジトロフィー)

        - フェイムゲーム 2010 c（アルゼンチン共和国杯など重賞4勝）

      - サツキアラシ 1996 f
        - オグリアラシ 2003 c（ジュニアクラウン）

    - ゴールデンサッシュ 1988 f
      - ステイゴールド 1994 c（香港ヴァーズなど重賞4勝）
      - ローズサッシュ 1995 f
        - ヤマカツサクラ 2001 f
          - ヤマカツセイレーン 2007 f
            - ダイアナヘイロー　2013 f（北九州記念、阪急杯）
              - マテンロウコマンド 2022 c（兵庫チャンピオンシップ）

      - レイサッシュ 1996 f
        - レディーノパンチ 2006
          - カラテ 2016 c（東京新聞杯、新潟記念）

      - グレースランド 1998 f
        - ドリームパスポート 2003 c（神戸新聞杯、きさらぎ賞）
        - フロンティア 2015 c （新潟2歳S）

      - キャッチザゴールド 2000 f
        - トゥルーゴールド 2007 f
          - ティモシーブルー 2014 c（金沢スプリングC、中日杯、百万石賞）

      - レクレドール 2001 f（ローズS、クイーンS）
        - クラージュドール 2010 c（金盃）
        - ベルーフ 2012 c（京成杯）

      - キューティゴールド 2004 f
        - ショウナンパンドラ 2011 f（秋華賞、ジャパンC、オールカマー）

  - ダイナギフト 1981 f
    - ダイナカプリ 1987 f
      - マイネカプリース 1998 f
        - スノードラゴン 2008（スプリンターズS）
        - アルマネーレーイス 2009 f
          - ダイセンハッピー 2018 f（ゴールドウィング賞）

  - ダイナホット 1982 f
    - ホットプレイ 1992 f
      - タマモホットプレイ 2001 c（スワンS、シルクロードS）
      - タマモベストプレイ 2010 c（きさらぎ賞）

牝系図の出典：牝系検索α

## 血統表
| ロイヤルサッシュの血統      | ロイヤルサッシュの血統                      | ロイヤルサッシュの血統                      | （血統表の出典）                            | （血統表の出典） |
| 父系                        | プリンスリーギフト系                        | プリンスリーギフト系                        | プリンスリーギフト系                        | [ § 2 ]          |
| 父 Princely Gift 鹿毛 1951  | 父の父Nasrullah 鹿毛 1940                   | Nearco                                      | Pharos                                      | Pharos           |
| 父 Princely Gift 鹿毛 1951  | 父の父Nasrullah 鹿毛 1940                   | Nearco                                      | Nogara                                      |                  |
| 父 Princely Gift 鹿毛 1951  | 父の父Nasrullah 鹿毛 1940                   | Mumtaz Begum                                | Blenheim                                    | Blenheim         |
| 父 Princely Gift 鹿毛 1951  | 父の父Nasrullah 鹿毛 1940                   | Mumtaz Begum                                | Mumtaz Mahal                                |                  |
| 父 Princely Gift 鹿毛 1951  | 父の母Blue Gem 鹿毛 1943                    | Blue Peter                                  | Fairway                                     | Fairway          |
| 父 Princely Gift 鹿毛 1951  | 父の母Blue Gem 鹿毛 1943                    | Blue Peter                                  | Fancy Free                                  |                  |
| 父 Princely Gift 鹿毛 1951  | 父の母Blue Gem 鹿毛 1943                    | Sparkle                                     | Blandford                                   | Blandford        |
| 父 Princely Gift 鹿毛 1951  | 父の母Blue Gem 鹿毛 1943                    | Sparkle                                     | Gleam                                       |                  |
| 母 Sash of Honour 栗毛 1957 | 母の父Prince Chevalier 鹿毛 1943            | Prince Rose                                 | Rose Prince                                 | Rose Prince      |
| 母 Sash of Honour 栗毛 1957 | 母の父Prince Chevalier 鹿毛 1943            | Prince Rose                                 | Indolence                                   |                  |
| 母 Sash of Honour 栗毛 1957 | 母の父Prince Chevalier 鹿毛 1943            | Chevalerie                                  | Abbot's Speed                               | Abbot's Speed    |
| 母 Sash of Honour 栗毛 1957 | 母の父Prince Chevalier 鹿毛 1943            | Chevalerie                                  | Kassala                                     |                  |
| 母 Sash of Honour 栗毛 1957 | 母の母Sylko 鹿毛 1948                       | Nearco                                      | Pharos                                      | Pharos           |
| 母 Sash of Honour 栗毛 1957 | 母の母Sylko 鹿毛 1948                       | Nearco                                      | Nogara                                      |                  |
| 母 Sash of Honour 栗毛 1957 | 母の母Sylko 鹿毛 1948                       | Salecraft                                   | Orpen                                       | Orpen            |
| 母 Sash of Honour 栗毛 1957 | 母の母Sylko 鹿毛 1948                       | Salecraft                                   | Good Deal                                   |                  |
| 母系(F-No.)                 | (FN:1-t)                                    | (FN:1-t)                                    | (FN:1-t)                                    |                  |
| 5代内の近親交配             | Nearco: 3x3 = 25.00% Blandford: 5x4 = 9.38% | Nearco: 3x3 = 25.00% Blandford: 5x4 = 9.38% | Nearco: 3x3 = 25.00% Blandford: 5x4 = 9.38% |                  |
| 出典                        | 1. 2.                                       | 1. 2.                                       | 1. 2.                                       | 1. 2.            |